# Хмельницька дитяча музична школа № 3
Дитяча школа мистецтв "Озерна" — дитячий музичний заклад позашкільної освіти у місті Хмельницькому.

## Історія
Школу створена шляхом реорганізації вечірньої школи загальної музичної освіти в дитячу музичну школу № 3 на підставі Рішення виконавчого комітету Хмельницької міської ради народних депутатів за № 128і від 13 червня 1991 року.
Першим директором ДМШ № 3 став Гаврецький Іван Григорович, який очолив педагогічний колектив, що на час відкриття складався із 14 викладачів та 145 учнів школи, які мали змогу навчатися на фортепіанному та народному відділах, в класах скрипки і духових інструментах.
28 грудня 1995 року згідно Рішення виконавчого комітету Хмельницької міської ради народних депутатів за № 715-В школа отримала нове приміщення в наймолодшому мікрорайоні міста «Озерна» по вул. Кармелюка 8/1, де стала єдиним початковим спеціалізованим мистецьким навчальним закладом та осередком культурно–мистецького життя мікрорайону.
З січня 1998 року і по теперішній час школу очолює Богуцький Володимир Олексійович.

## Діяльність
За роки становлення школи контингент учнів зріс до 375 чоловік, а викладацький колектив до 40 працівників, створювались нові відділи та класи.
На даний час учнівська молодь має можливість розвивати свої творчі здібності на відділах народних інструментів,  вокально-хоровому, фортепіанному, образотворчого та декоративно-прикладного мистецтва, в класах скрипки, духових інструментів, естетичного розвитку, хореографії.
В ДМШ № 3 працюють 15 учнівських та 7 викладацьких колективів великих та малих форм, які демонструють свою майстерність у мистецьких заходах школи та міста.
Найбільш обдаровані учні школи беруть участь у конкурсах різних рівнів, олімпіадах, фестивалях та виставках.
За час існування школи 400 учнів отримали свідоцтво про початкову спеціалізовану мистецьку освіту.
Школа пишається випускниками, які продовжили своє навчання у вищих навчальних закладах, та пов'язали свій життєвий шлях з культурою та мистецтвом, а саме: Терлецька Олеся, Марчук Людмила, Кравчук Вікторія, Жуковська Юлія, Коваль Руслана та багато інших.
Головним напрямком роботи колективу є пропаганда і розвиток  мистецтва, естетичне виховання дітей, створення сприятливих умов для розвитку творчої особистості. Цьому сприяє тісна співпраця з колективами НВО № 28, ДЗН № 29 «Ранкова зірка», ДЗН № 56 «Боровичок», бібліотеки-філії № 8.